# Нижник (посёлок)
Ни́жник — посёлок в Варнавинском районе Нижегородской области России. Входит в состав Михаленинского сельсовета.

## География
Посёлок находится на левом берегу реки Ветлуга.

### Часовой пояс
Посёлок Нижник, как и вся Нижегородская область, находится в часовой зоне МСК (московское время). Смещение применяемого времени относительно UTC составляет +3:00.

## Население
| 1999 | 2002 | 2010 |
| ---- | ---- | ---- |
| 7    | ↘6   | ↘4   |

## Улицы
В посёлке имеется одна улица — Набережная.